# Liste der Monuments historiques in Naives-en-Blois
Die Liste der Monuments historiques in Naives-en-Blois führt die Monuments historiques in der französischen Gemeinde Naives-en-Blois auf.

## Liste der Objekte
| Bezeichnung               | Beschreibung                                                            | Standort                       | Kennzeichnung | Schutzstatus | Datum | Bild |
| ------------------------- | ----------------------------------------------------------------------- | ------------------------------ | ------------- | ------------ | ----- | ---- |
| Marienaltar               | Stein, farbig gefasst, 18. Jahrhundert; aus der Abtei Rieval; zugehörig | in der Kirche St-Martin (Lage) | PM55001041    | Classé       | 1994  |      |
| Skulptur Madonna mit Kind | Stein, farbig gefasst, 18. Jahrhundert                                  | in der Kirche St-Martin (Lage) | PM55001042    | Classé       | 1994  |      |